# Gesprächsanalyse
Die Gesprächsanalyse wurde in den 1970er Jahren durch Arbeiten der Konversationsanalyse angeregt und befasst sich mit der Analyse gesprochener, meist dialogischer Sprache. Die Gesprächsanalyse ist eine eigenständige Forschungsdisziplin der Linguistik, hat aber enge Verbindungen zur Textlinguistik und zur Sprechakttheorie. Das Ziel der Gesprächsanalyse ist die Erforschung verschiedener Gesprächspraktiken, die Mitglieder einer Gesellschaft verwenden, um miteinander zu kommunizieren.

## Untersuchungsgegenstand der Gesprächsanalyse
Die Gesprächsanalyse will herausarbeiten, wie „Menschen Gespräche führen“. Sie arbeitet die Prinzipien heraus und versucht hermeneutisch zu beschreiben, wie die Interaktanten mithilfe von Gesprächspraktiken Sinn in Gesprächen herstellen und selbiges organisieren. Es geht nur um „natürliche“ Gespräche, nicht um künstlich geschaffene Situationen, die für Analysezwecke (bei Gesprächsanalytikern meist mit GAT) transkribiert werden, um sie analysierfähig zu machen. Stillschweigend gibt es innerhalb der Gesprächsanalyse eine Übereinkunft über die Charakteristika von Gesprächen (vgl. Deppermann 2008):
- Konstitutivität: Es wird aktiv von den Teilnehmern hergestellt.
- Prozessualität: Es sind zeitliche Gebilde
- Interaktivität: Es besteht aus aufeinanderbezogenen Beiträgen
- Methodizität: Es werden immer kulturell etablierte Methoden genutzt.
- Pragmatizität: Die Teilnehmer verfolgen Ziele im Gespräch

Ein Gespräch kann auf verschiedenen Ebenen betrachtet werden, es hat (nach Kallmeyer) folgende Wirklichkeitsbezüge, mit denen sich die Interaktanten befassen müssen:
- Gesprächsorganisation
- Sachebene
- Handlungsebene
- Soziale Ebene
- Appellebene
- Modalität des Gesprächs
- Herstellung von Reziprozität

Diese Ebenen sind häufig verwoben und nicht isoliert zu betrachten. Dieses Grundgerüst bildet quasi die Grundvorstellung eines Gesprächs mit seinen Charakteristika ab. Forscher, die diskursanalytisch arbeiten, haben häufig ein anderes Verständnis des Untersuchungsgegenstands. Auch wenn die Begriffe oft synonym verwendet werden, gibt es völlig unterschiedliche Annahmen über den Untersuchungsgegenstand (vgl. Deppermann 2008).

## Zur Gesprächsgestaltung
Die Gesprächsanalyse beschäftigt sich u. a. mit gesprächsorganisatorischen Fragen wie zum Beispiel dem Sprecherwechsel, der Eröffnung und Beendigung von Gesprächen, der Rolle der Redepartikel, der Reparaturmechanismen und der Gesprächsklassifikation.